# 片岡仁左衛門 (11代目)
十一代目 片岡 仁左衛門（かたおか にざえもん、安政4年12月4日（1858年1月18日） - 昭和9年（1934年）10月16日）は、明治から昭和初期にかけて活躍した歌舞伎役者。主に立役。屋号は松嶋屋。定紋は七ツ割丸に二引。俳名に我當、萬麿。本名は片岡 秀太郎（かたおか ひでたろう）
養子に十三代目片岡仁左衛門。

## 来歴・人物
安政5年（1858年）、八代目片岡仁左衛門の四男として江戸猿若町に生まれる。文久元年（1861年）、本名の片岡秀太郎で初舞台。翌年父と兄・三代目片岡我童とともに大坂へ移るが、翌文久3年（1863年）父が死去。後ろ盾を失いながらも子供芝居で修業を続ける。
明治5年（1872年）ごろから大阪竹田の芝居などに出演、その才能が認められはじめる。2年後には兄とともに東京へ戻り、明治9年（1876年）3月、中村座で三代目片岡我當襲名。その後明治明治19年(1886年)まで東京に滞在しその後帰阪し以後大阪で活躍する。
明治28年（1895年）に兄が急死すると、松嶋屋の屋台骨を背負う重責を負うようになる。明治38年（1905年）5月、大阪角座で坪内逍遥作『沓手鳥孤城落月』を初演。以後新歌舞伎に力を入れ、『桜時雨』『名工柿右衛門』などを初演した。
そして明治40年（1907年）1月、大阪角座で十一代目片岡仁左衛門を襲名した。
しかし、明治42年（1909年）2月、長年に渡りライバルと持て囃された初代中村鴈治郎が松竹の白井松次郎と提携し道頓堀の劇場を買収し席巻すると鴈治郎との関係性もあり大阪での活動に限界を感じ、折から二代目市川左團次が明治座での活動に苦戦し仁左衛門を招聘した事もあり東京に活動の拠点を移す事になった。明治43年（1910年）には左團次とのトラブルを起こした事もあり歌舞伎座へと移籍し、五代目中村歌右衛門、十五代目市村羽左衛門とともに「三衛門」と謳われ、「團菊左」亡き後の東京歌舞伎を支えた。
大正元年（1912年）には長男の片岡千代之助のためにもなるからと、私財を投じて片岡少年俳優養成所を設立。後継者を育成し、若手俳優への芸の伝承にも尽くした。
また従前人形浄瑠璃においてのみの演目だった『大文字屋』や『鰻谷』を歌舞伎化するなど、新しい芝居を作る独創性に長けていた。初代中村鴈治郎とは一時不仲を噂されるほどの対立関係にあったが、本人同士は会うと共演について話し合う等、関係は拗れてはおらず大正12年（1923年）11月、関東大震災で東京の劇場が焼失した関係で仁左衛門のスケジュールが白紙になったのもあり、中座で29年ぶりに共演して話題を呼んだ。
昭和9年（1934年）、大阪で甥の子にあたる五代目片岡芦燕の襲名披露興行に出ている最中に倒れ客死。葬儀は大阪で営まれた。「葬儀は神式らしくなく、仏教臭くなく、質素で茶がかったもので、古いものは絶対に使わず、紋章もつけるな」とする遺言が残されており、遺骸は青竹2本に畳を敷き、杉皮葺きの屋根を青竹で押さえ、青竹で腰を張った輿を用い、宿所があった宗右衛門町から下寺町の薬王寺まで運ばれた。道頓堀の各劇場には焼香場が設けられ、市民の多くが珍しい葬列を見送った。
現在の墓所は池上本門寺（東京都）。

## 人物
いわゆる天才肌の名人だったが、個性が強い上に気性が激しく、九代目市川團十郎や鴈治郎と衝突を度々くり返し、当時の歌舞伎界でも指折りの要注意人物でもあった。たとえば、團十郎の態度が癪にさわると、楽屋風呂に先に入って湯を汚したり、團十郎の前で傘を開いて助六の見得を切る（『助六』は市川宗家のお家芸）。相方の口跡が気に入らないと、嫌みに台本を手に舞台に上がり、舞台に不要な物でも落ちていようものなら、これ見よがしにゴミ拾いをしながら舞台をつとめた。『熊谷陣屋』の弥陀六では、石鑿を投げたつもりで上手から舞台に出なければいけないのに、邪魔な奴が立っていると言ってはわざわざ下手から出て芝居をぶちこわす。『国性爺合戦・紅流し』の和藤内では、片足をかける橋の欄干の高さが気に入らないと言っては化粧を落として帰宅する。「仮名手本忠臣蔵」の師直役を承諾しながら暦を持ってきて「ああ。あかんわ。今日は師直やったら悪い日や。」と断る。こうしたエピソードには枚挙に暇がない。
その気性の激しさは老いても相変わらずだった。昭和2年（1927年）、奴を踊った若手役者の片岡千栄蔵を、「貴様は鈍な役者だ」と、そばにあった真剣の峰をかやして殴った。離れてみていた同じ若手の嵐和歌大夫にも「カツーン!」という音が聞こえるほどだった。これを見た和歌大夫は「男の面態を!」と心が寒くなったという。和歌大夫はこのとき、「歌舞伎や古典やと偉そうに言うけれど、阿呆でも名門のセガレは出世がでける、才能があっても家系がなければ一生冷や飯喰わされる、こんな世界に何の未練もないと思うた」という。千栄蔵も和歌大夫も、この一件をきっかけとして、程なく歌舞伎界と縁を切り活動写真の世界へと完全に転じてしまう結果になった。この真剣で殴打された片岡千栄蔵とは片岡千恵蔵であり、嵐和歌大夫とは後の嵐寛寿郎である。すなわち、良くも悪くも後の2名の昭和の剣戟映画の大スタアに、歌舞伎を捨てさせるきっかけを作った人物でもある。
そうした反面、自らも幼くして父という後ろ盾を失い恵まれない環境から大成した人物であるだけに、立場の弱い者には損得勘定抜きで援助するという義侠心に富む面もあり、自身と同様に父と死に別れた二代目實川延若や七代目澤村宗十郎、二代目河原崎権十郎に特に目を掛け、厳しく鍛えあげる一方、引き立てて大成させたのも十一代目の功績である。また晩年は、息子の千代之助（のちの十三代目仁左衛門）に「決して争ったらあかんで。」と戒めたり、九代目團十郎が、再三にわたる挑発に応じないで受け流していた度量の大きさに感服して、彼の墓参りを欠かさなかった程、人間的に円熟味を増していた。
研究熱心な面もあり、「摂州合邦辻」の「庵室」の一段はそっくり暗記しており、一般客相手にじっくりと浄瑠璃を聴かせて感動させるほどの腕前であった。が、これが高じて失敗することもあった。あるとき、玉手御前を演じる三代目中村雀右衛門に「なあ、京屋（雀右衛門）、合邦庵室をやるなら院本（浄瑠璃本）どおりにやってみよか。」と文楽による原作尊重の演出を呼び掛けたが、雀右衛門に謝絶され立腹。舞台でほとんど演技をせず最後の割台詞では、後見にいた食満南北から脚本を取り上げ、「ええっと・・・なんや読みにくい字やなあ・・・『東門通りをまっすぐに』か。」と読み上げて芝居を壊してしまう事件を起こした。
初代鴈治郎とは前述の理由で一時袂を分かったが、晩年は和解した。十三代目片岡仁左衛門は、その著書『仁左衛門楽我記』の中で次のように述懐している：「あれは父のなくなる前の年でしたか、父が近々引退するらしいと言ううわさがたったことがありました。それを大阪で聞いたおじさん（初代鴈治郎）は、（中略）すぐその足で明舟町の家へ来られ『引退するてほんまか。引退なんかしたらあかん。体もよわるし、今からやめてどうするのや。もっともっと働いてくれな、どもならん』とまるで怒っているような語気で父に説いていられた姿が、今もまぶたに残っています。『せえへん、せえへん』と笑いながら答える父に、やっと安どしたように四方山の話をして、定宿の築地の細川に帰られたのは十時近かったと思います」（昭和57年、三月書房）

## 芸風
当り役は、丸本時代物では、『仮名手本忠臣蔵』九段目の本蔵、『菅原伝授手習鑑』「道明寺」の菅丞相と「寺子屋」の松王丸、『妹背山婦女庭訓』の大判事、『一谷嫩軍記』「熊谷陣屋」の弥陀六、『伊賀越道中双六』「沼津」の平作。和事、辛抱立役では『吉田屋』の伊左衛門、『近頃河原の達引』「堀川」の与次郎、「鰻谷」の八郎兵衛、「帯屋」の長右衛門、「吃又」の又平。新作では『桐一葉』の片桐且元、『桜時雨』の紹由、『名工柿右衛門』の柿右衛門。『伽羅先代萩』の政岡も当たり役だった。
どの役も至芸と呼ばれるもので、文字通り一代の名優だった。三宅周太郎の『片岡仁左衛門』の中に、六代目尾上菊五郎のことばとして、「團菊没後の本当の名人は十一代目仁左衛門だよ」と記されている。岡本綺堂は『妹背山』の大判事を評して「いざ段切れのノリになって『倅清舟承れ』以下となると、そのめりはりのうまいいいノドは歌舞伎座の隅々迄鳴り響いた」（大正6年3月）と絶賛している。
狂言作家の食満南北は、その著書『作者部屋から』の中で十一代目と鴈治郎の興味深い比較をしている：「仁左衛門は初日の巧い役者であった。そうして、だんだん舞台に飽きてきて、遂に餅も下げもならぬものにしてしまった。鴈治郎は初日より二日目、二日目より三日目、だんだん研究して飽くことをしらなかった。仁左衛門は稽古にすこぶる丁寧で舞台はやや粗雑であった。鴈治郎は稽古はどちらかというと嫌いの方だが、舞台では丁寧であった」（昭和19年、宋栄堂、新字体現代仮名遣いに置換）
なお十一代目は自らの得意芸を選び「片岡十二集」にまとめている。